# 乐史
樂史（930年—1007年），字子正，撫州宜黄县（今江西宜黄）人，五代、北宋文学家、地理学家。

## 生平
其父乐璋，曾任临川县丞。相传他出生之時，母亲曾梦见一个异人送她一颗五色珠。建隆三年（962年），南唐后主李煜首次开科取士，以乔匡舜为知贡举，乐史列名榜首，成为抚州的首位状元，擔任秘书郎。入宋，为平原（今山东陵县）主簿，后辞官归隐。太平興國五年（980年），与颜明远、刘昌言、张观等以现任官吏身份参加进士试。因系南唐旧臣，虽学问文章均优，但“太宗借科第不与”。被授诸道掌书记，得佐武成军，后为著作佐郎，知陵州（治今四川仁寿县），因献《金明池赋》，召为三館编修。雍熙三年（986年），任著作郎、太常博士，歷官舒州（治今安徽潜山市）知州、水部员外郎、黄州（治今湖北黄州市）知州、职方员外郎、商州（治今陕西商县）知州等职。晚年定居洛阳。宋真宗景德四年（1007年）卒，终年七十八岁。一生好著述，有著作23种、計900餘卷。著有《江南登科记》、《唐孝弟录》15卷、《孝弟录》20卷、《贡举事》30卷、《登科记》30卷、《题解》20卷、《唐登科文选》50卷、《广卓异记》20卷、《续卓异记》3卷，《太平寰宇记》200卷、《广孝传》50卷、《总仙记》141卷、《宋齐丘文传》13卷、《李白别集》10卷、《商韵杂录》20卷、《坐知天下记》40卷、《总记传》130卷、《仙洞集》100卷、《诸仙传》25卷、《神仙宫殿窟宅记》10卷、《杏园集》10卷、《掌上华夷园》1卷、《柘枝谱》1卷、《许迈传》1卷、《滕王外传》1卷、《杨太真外传》2卷、《绿珠传》1卷等﹐多敘科第﹑孝悌﹑神仙之事。今存《廣卓異記》20卷﹐《綠珠傳》1卷﹑《楊太真外傳》2卷。又有《太平寰宇記》200卷。有子樂黃目。